# Beeac
Beeac är en ort i Australien. Den ligger i kommunen Colac-Otway och delstaten Victoria, omkring 120 kilometer väster om delstatshuvudstaden Melbourne. Beeac ligger 118 meter över havet och antalet invånare är 204. Den ligger vid sjön Lake Beeac.
Runt Beeac är det mycket glesbefolkat, med 4 invånare per kvadratkilometer.. Närmaste större samhälle är Colac, omkring 17 kilometer söder om Beeac. 
Trakten runt Beeac består till största delen av jordbruksmark. Genomsnittlig årsnederbörd är 921 millimeter. Den regnigaste månaden är juni, med i genomsnitt 126 mm nederbörd, och den torraste är februari, med 37 mm nederbörd.